# کویت در بازی‌های آسیایی ۱۹۷۴
کویت در بازی‌های آسیایی ۱۹۷۴ در تهران، ایران که از ۱ تا ۱۶ سپتامبر ۱۹۷۴ برگزار شد، شرکت کرد. این کشور با ۱ مدال نقره، در جایگاه هجدهم قرار گرفت.